# Wacław Kuchar
Wacław Kuchar (Łańcut, 16 settembre 1897 – 13 febbraio 1981) è stato un calciatore polacco, di ruolo attaccante.

## Carriera

### Club
Ha giocato tutta la carriera nel campionato polacco.

### Nazionale
Con la Nazionale ha preso parte alle Olimpiadi del 1924.